# Kennedy Meeks
Pour les articles homonymes, voir Meeks.
Kennedy Meeks, né le 5 février 1995, à Charlotte, en Caroline du Nord, est un joueur américain de basket-ball. Il évolue au poste de pivot. 

## Palmarès
- McDonald's All-American 2013
- Champion NCAA 2017
- ACC All-Freshman team 2014